# Associação Distrital de Atletismo de Leiria
A Associação Distrital de Atletismo de Leiria (ADAL) é uma organização regional de atletismo, sócio efetivo da Federação Portuguesa de Atletismo e membro do Agrupamento das Beiras. É da sua competência a regulação e promoção do atletismo no Distrito de Leiria. Foi fundada em 30 de abril de 1987.

## Mini Maratona de Leiria
Em Outubro de 2010 e 2011, a ADAL organizou em parceria com o Rotaract Club de Leiria, Rotary Club de Leiria e Associação Fazer Avançar, a 1ª e 2ª Mini Maratona de Leiria, cujos fundos angariados reverteram para a luta contra a Poliomielite.